# Ocean Park Hong Kong
Ocean Park v Hongkongu, zahrnuje svět mořských savců, oceanárium, svět vzácných asijských zvířat a rovněž zábavní park.
Počet návštěvníků v roce 2014 byl cca 7,6 milionů, tedy 13. nejnavštěvovanější tematický park na světě a největší tematický park v Asii. Polovina návštěvníků přichází z pevninské Číny. Park pokrývá plochu 91,5 ha.
Ocean Park je rozdělen velkou horou na
- horní část (Summit) a
- dolní část (Waterfront).

Tyto oblasti jsou dosažitelné 1,5 km dlouhou kabinovou lanovou dráhou nebo kolejovou lanovou dráhou, speciálním outdorovým výtahem.
Tematické parky mají řadu atrakcí: kolotoče, horské dráhy, deštný prales, polární dobrodružství, pandy, akvária, velryby, žraloky, čínské jesetery atp.
Ocean Park nyní představují dvě hlavní oblasti: Dolní část (Waterfront) a Horní část (Summit), rozdělené do osmi zón:
- Kouzelná asijská zvířata (Amazing Asian Animals),
- Vodní město (Aqua City),
- Přístav Whiskers,
- Mořský svět (Marine World),
- Polární dobrodružství (Polar Adventure),
- Dobrodružná země (Adventure Land),
- Strašidelná hora (Thrill Mountain) a
- Deštný prales (Rainforest).

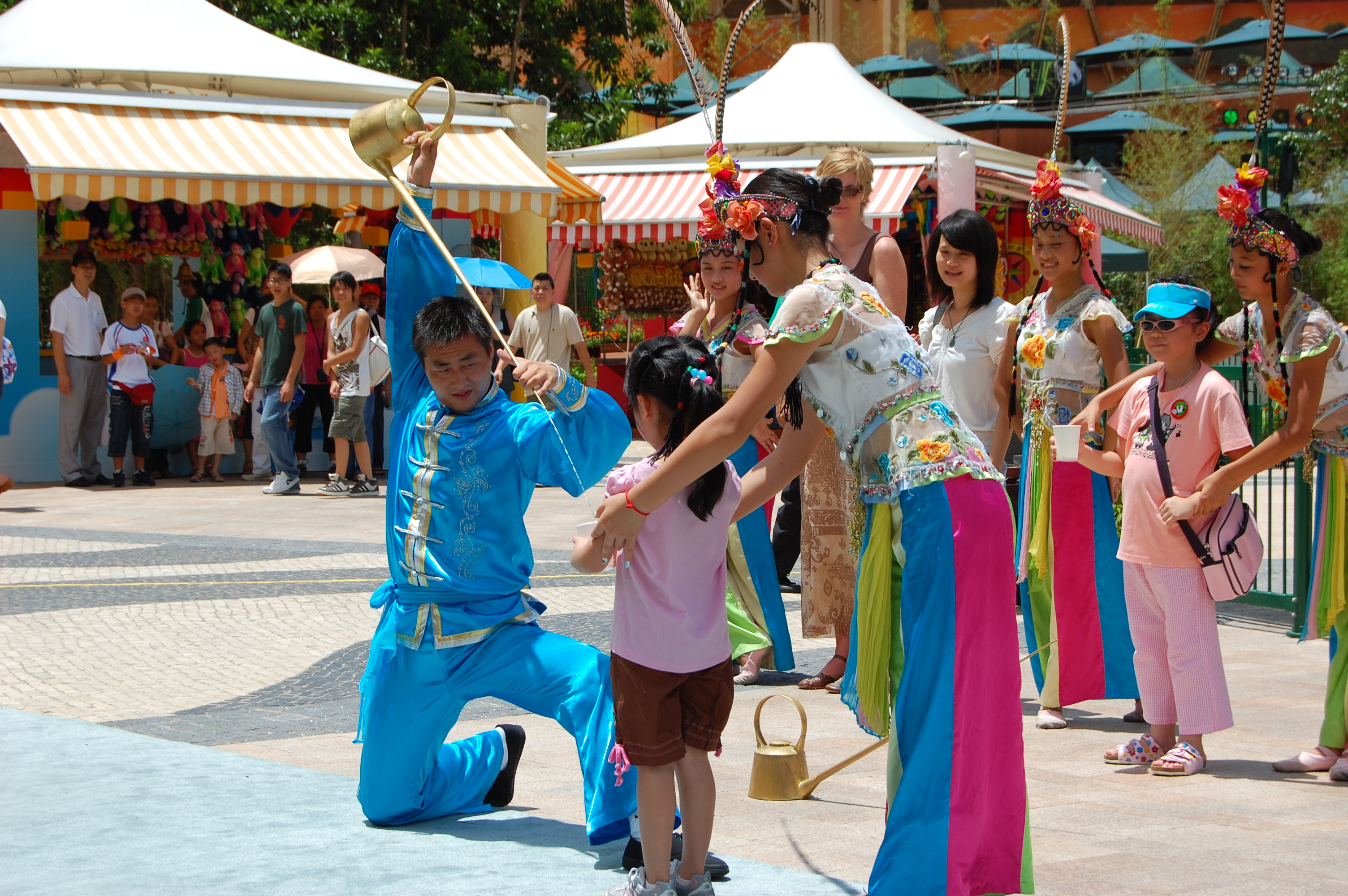
Kulturní Show
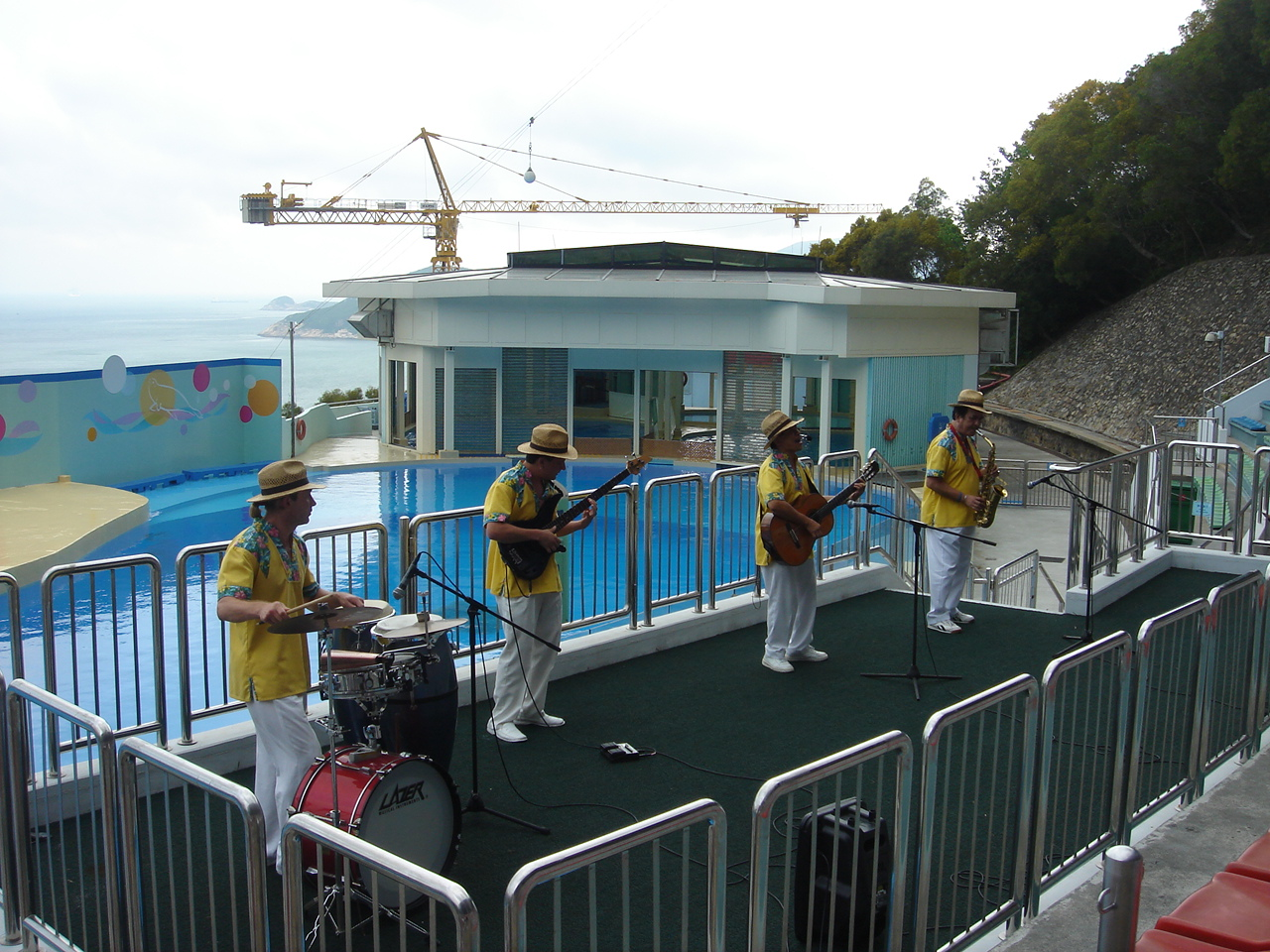
Hudební představení v Ocean Parku
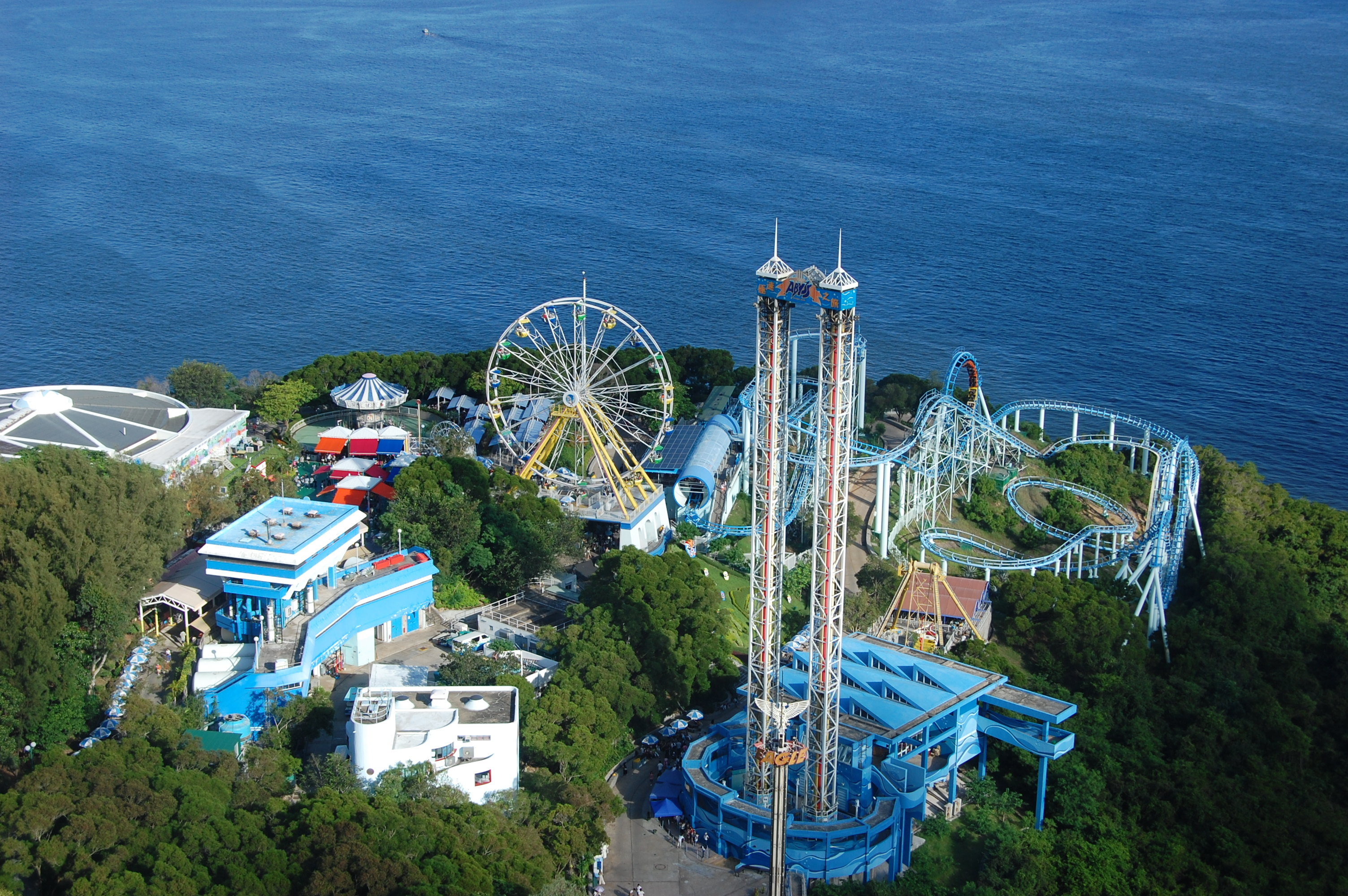
Několik atrakcí v Mořském světě
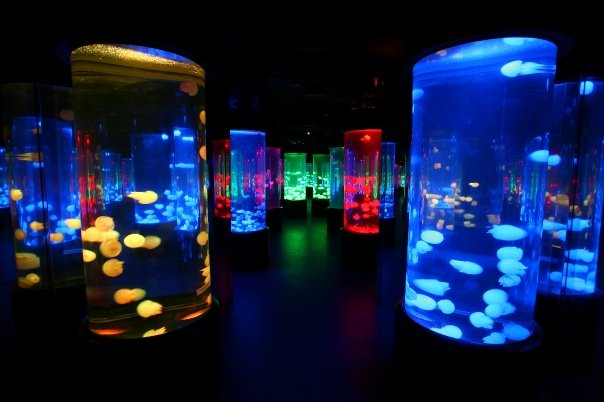
Mořský svět – Medúzy: atraktivní show
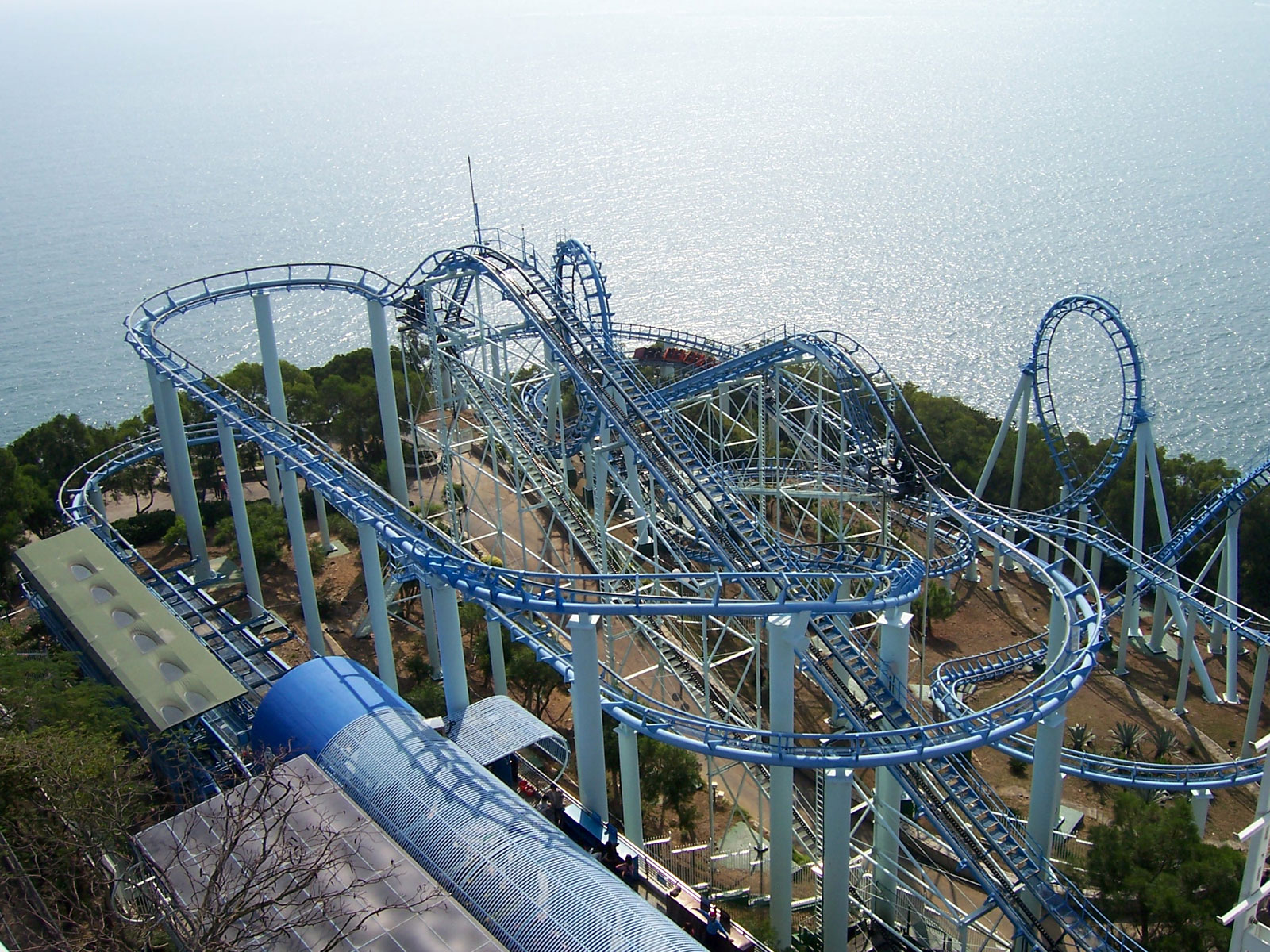
Dračí horská dráha
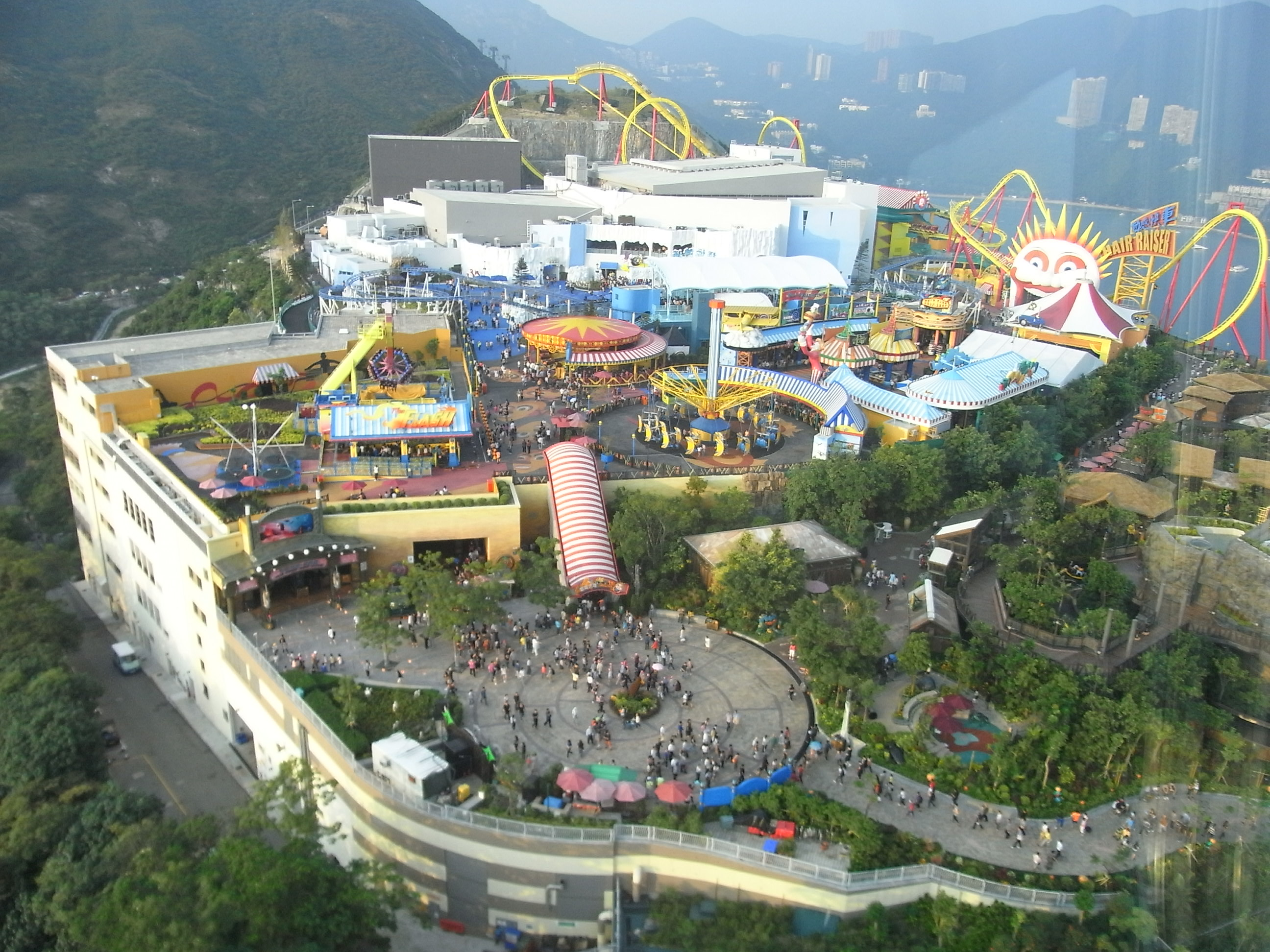
Oblasti: Strašidelná hora a Polární dobrodružství
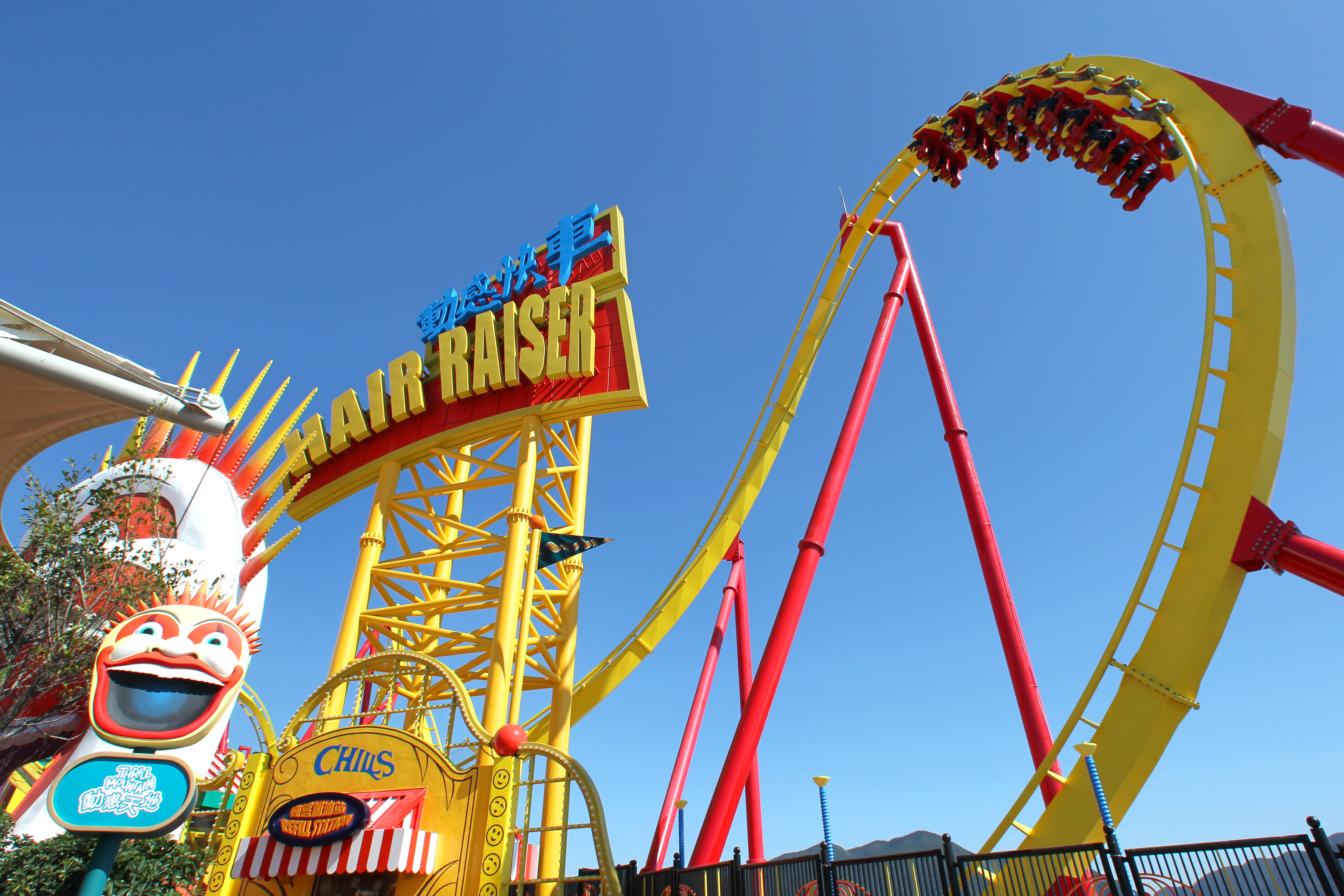
Strašidelná hora – Drasťák
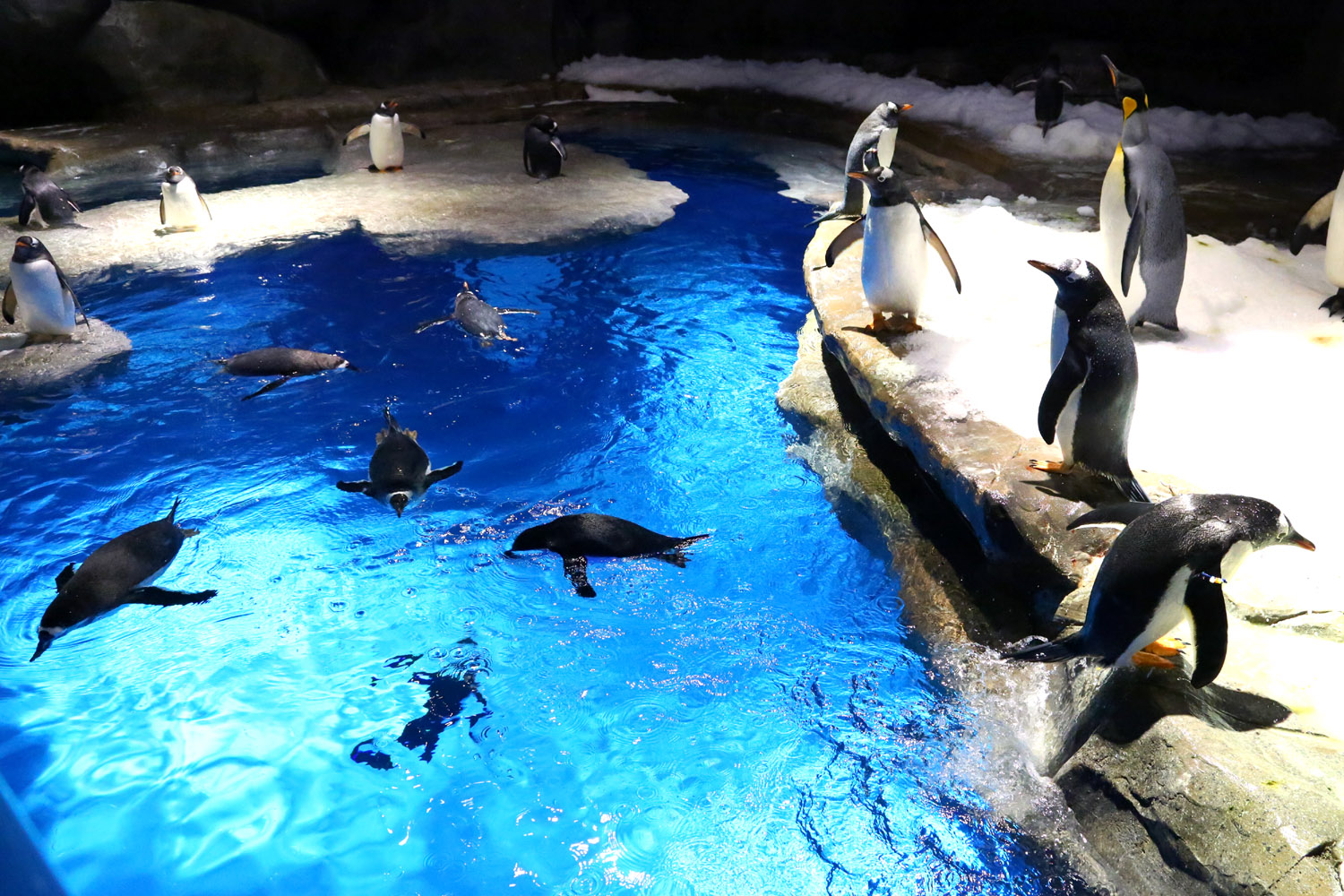
Atraktivní Jižní pól – Tučňáci
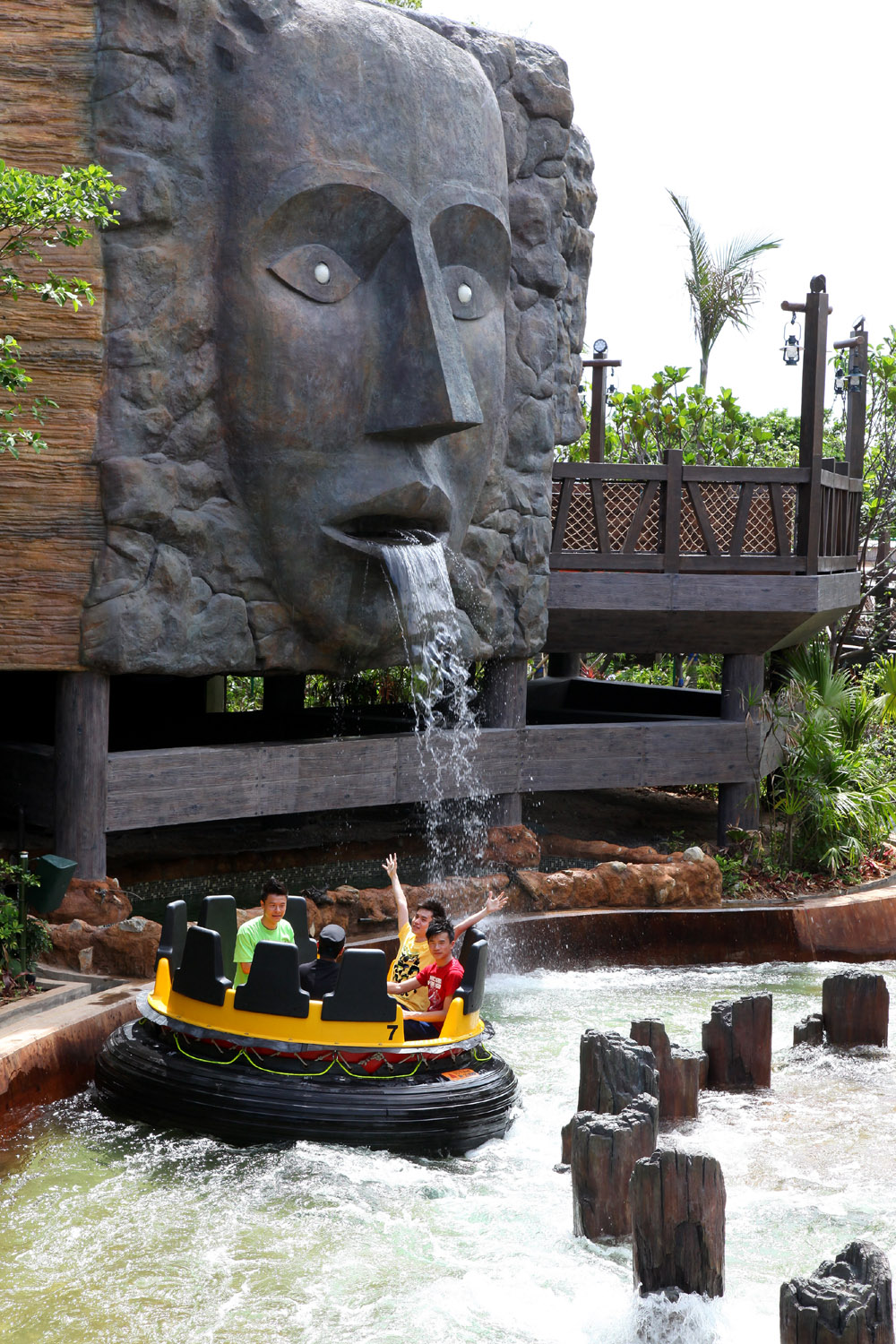
Deštný prales – Peřeje
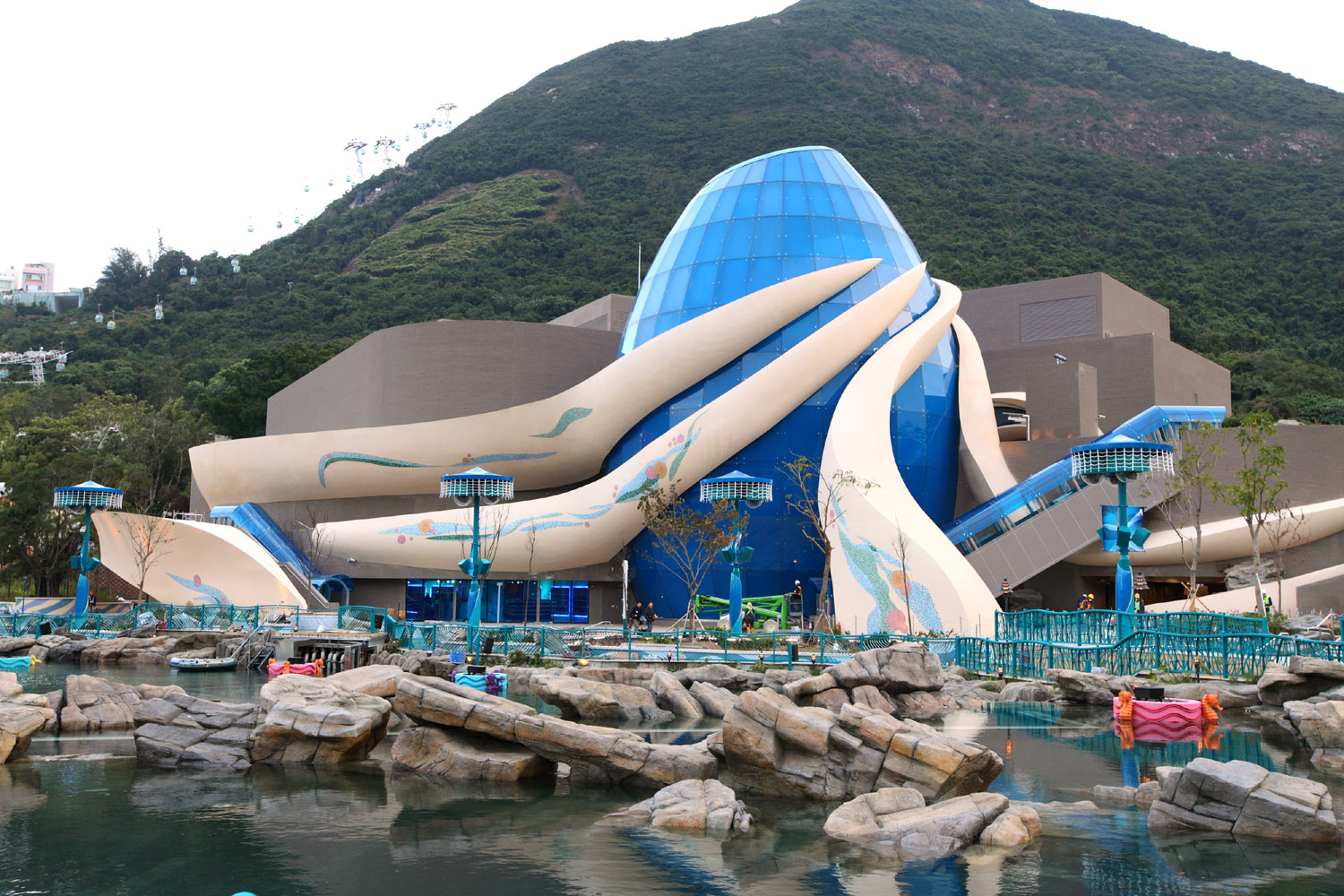
Velké akvarium v Ocean Parku
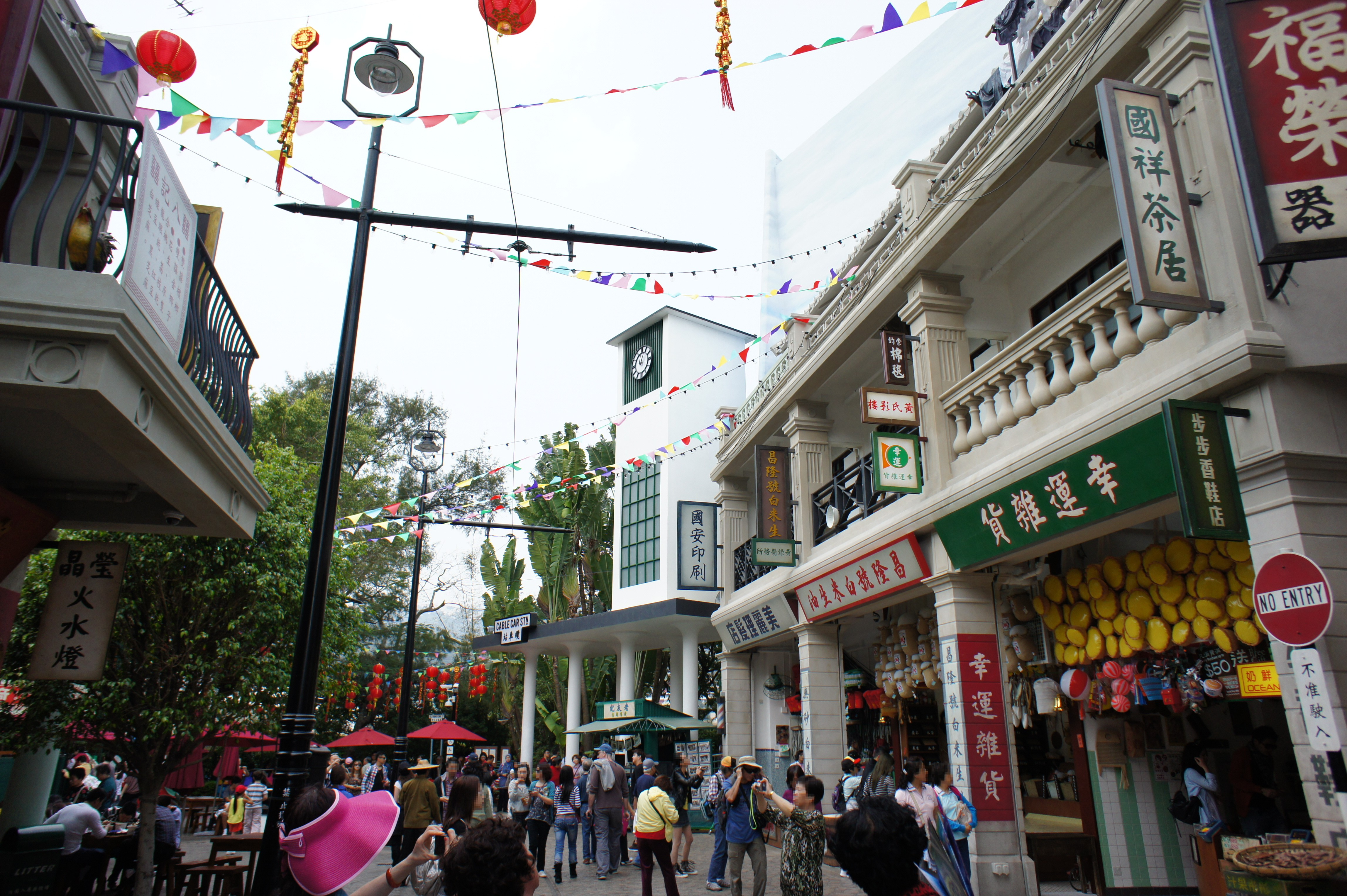
Starý Hongkong
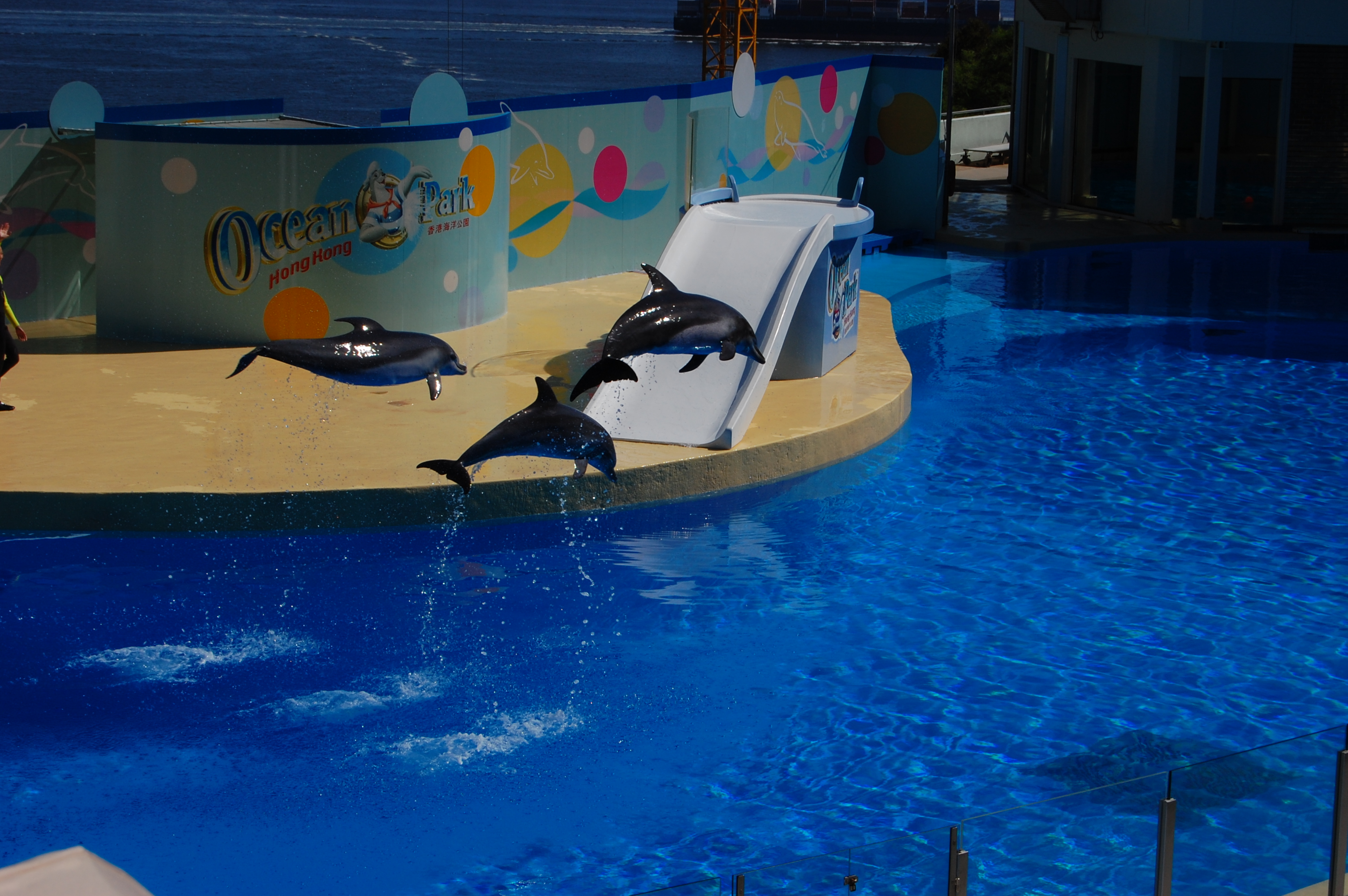
Divadlo v Ocean Parku
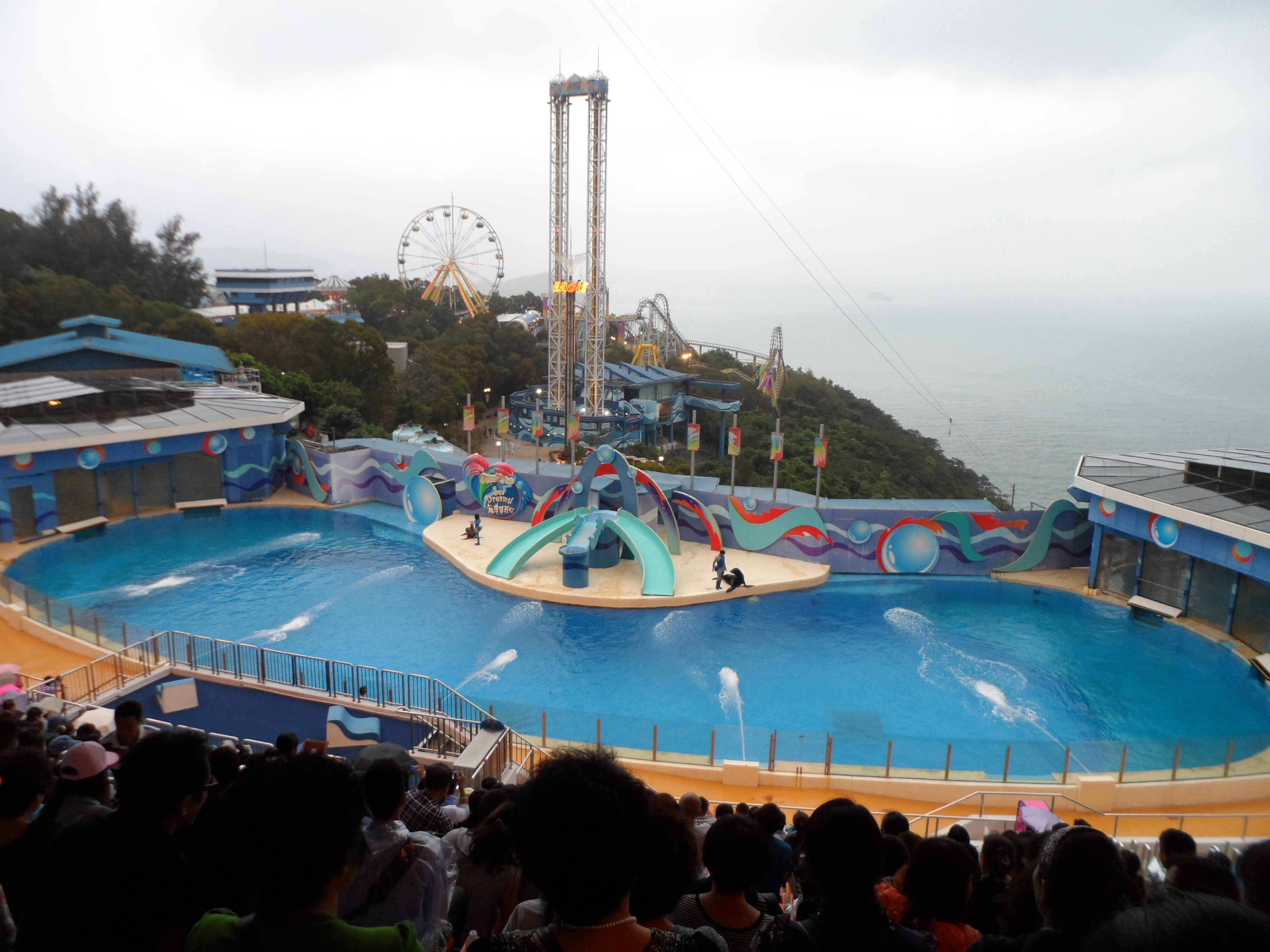
Divadlo v Ocean Parku
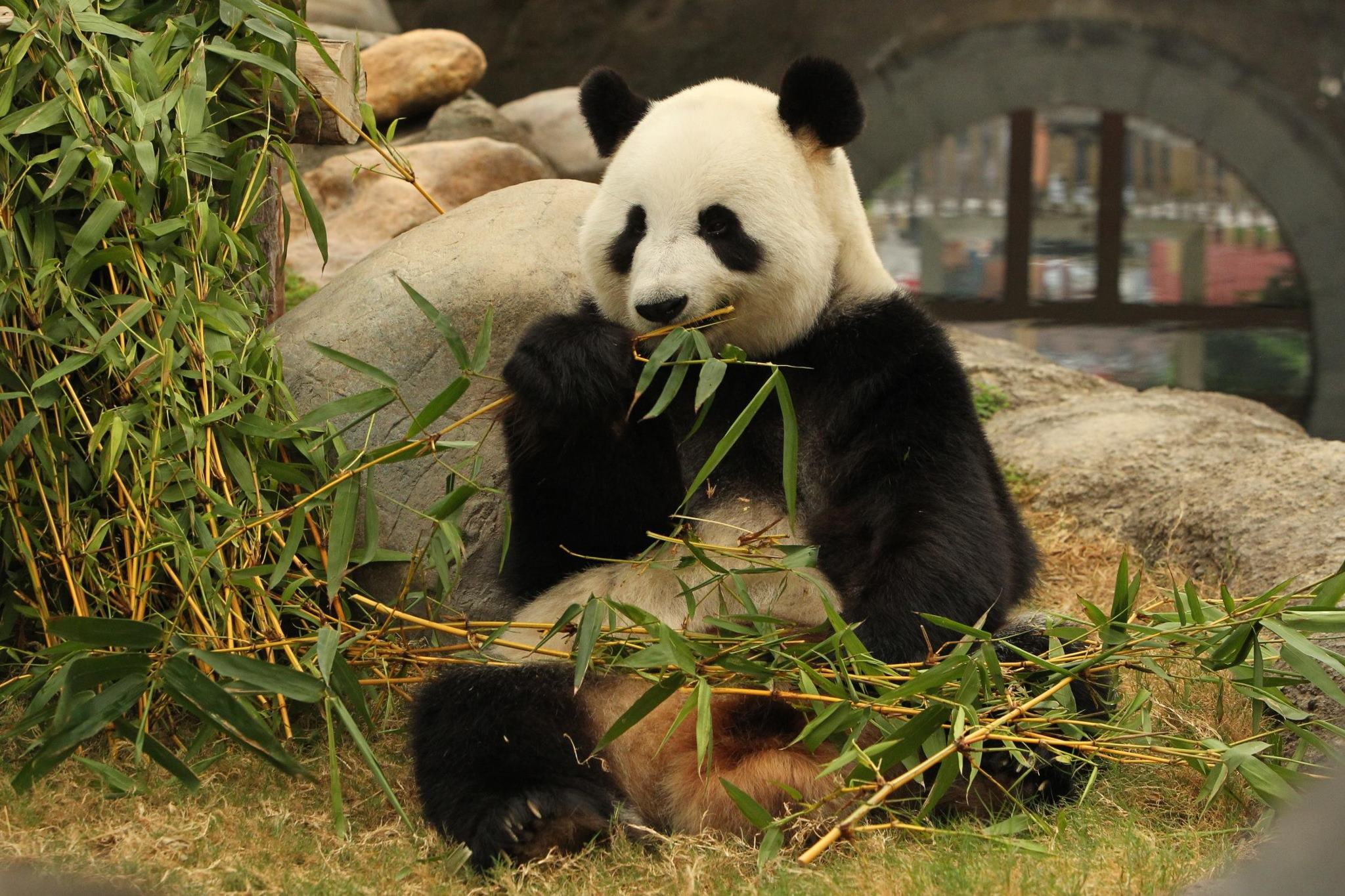
Kouzelná asijská zvířata – panda Ying Ying
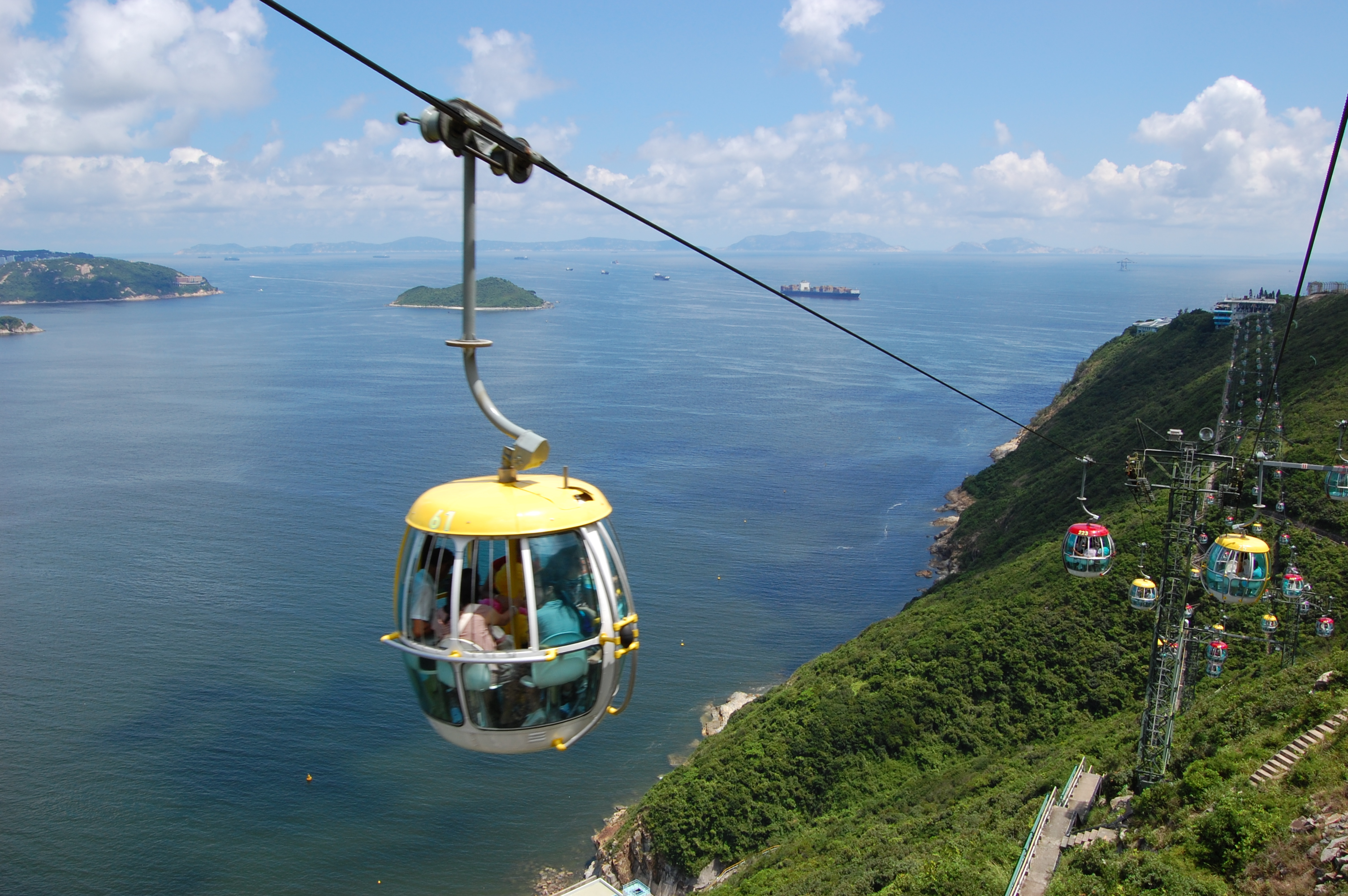
Kabinová lanová dráha v Ocean Parku
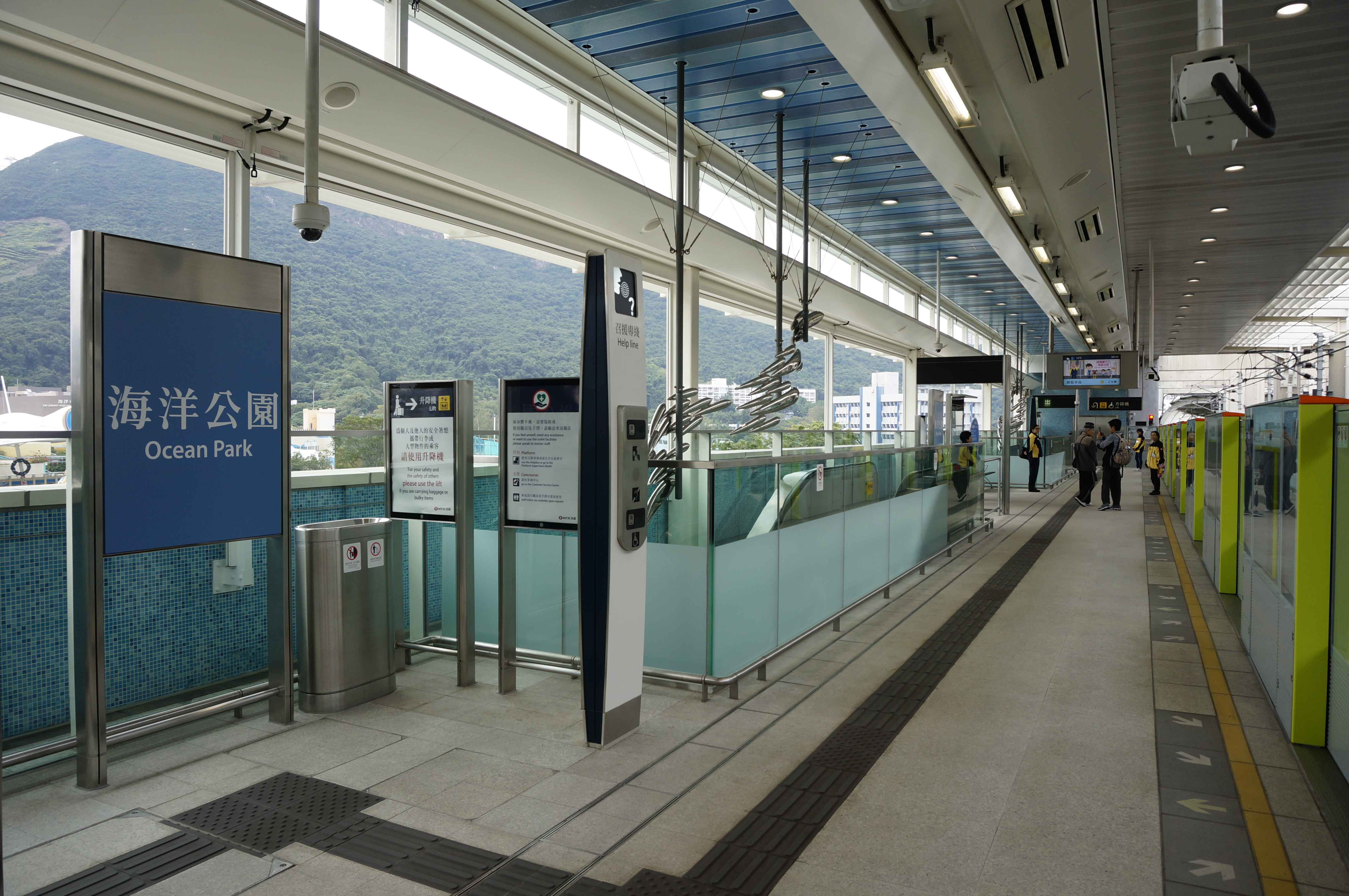
Stanice metra Ocean Park